# プロキラリティー
プロキラリティー (prochirality) とは、有機化合物の立体化学的性質の概念のひとつである。ある化合物がプロキラリティーを持つ、あるいは、ある化合物がプロキラルである、というときには、その化合物自体はキラリティーを持たないが、しかるべき付加反応、あるいは置換反応を受けることによって、一段階でキラリティーを持つ化合物に変わる、ということを意味する。すなわち、「プロキラリティー」は「キラリティー」の前段階である。なお、プロキラル (prochiral) という言葉も用いられるが、それは同じ概念を表す形容詞である。
プロキラリティーのもととなる反応点の炭素原子をプロキラル中心炭素と呼ぶが、それは 2種類に大別できる。一つは、付加反応を受けることでキラル中心になる、「プロキラル面」と呼ばれる平面三角形型炭素 (sp2型炭素)、もう一つは、置換反応を受けることでキラル中心になる四面体型炭素 (sp3型炭素) である。

## 平面三角形型炭素のプロキラリティー
例として、アセトフェノン（メチルフェニルケトン）のカルボニル基に水素が付加して 1-フェニルエタノール（α-メチルベンジルアルコール）となる水素化反応を考える。アセトフェノンはもちろんアキラルな（キラルでない）化合物だが、生成物のアルコールは不斉炭素を持ち、キラルな化合物である。すなわち、アセトフェノンはプロキラルな化合物である。そしてその水素化反応においては、プロキラル中心である sp2型カルボニル炭素の平面（プロキラル面）に対し、裏表のどちらの面の方向から水素が付加してくるのかが、生成物のアルコールのキラリティ (R か S か）を決めることになる。もしも不斉水素化であれば、生成物の立体選択性は、水素がどちらの面に付加するかという選択性に等しく、これは面選択性と呼ばれる。

面選択性を議論する場合などに、2つのプロキラル面を Re面 (Re-face)、Si面 (Si-face) と呼ぶことがある。その表記法を概説する。
1. 問題とする面が正面を向くように、プロキラル中心炭素とそこへ結合している 3つの置換基を描く。
2. 3つの置換基の優先順位を CIP則（Cahn-Ingold-Prelog則）にしたがい優先順位をつける。
3. 1番目、2番目、3番目となった置換基が、その順に時計回りに配置していれば、問題とした面は Re面と呼ぶ。反時計回りであれば Si面と呼ぶ。

この方法によれば、付加する化学種の種類にかかわらず、面の呼称が一意に決まる。なお、
Re、Si、の呼称は、立体化学を表す R、S 表記と同様に、ラテン語で右、左を意味する言葉、rectus、sinister に由来する。

### ヘテロトピック性
プロキラル面の裏表のそれぞれに対し付加反応が起こって生成する 2種類の化合物がエナンチオマーの関係にあるとき、そのプロキラル面を エナンチオトピック面 (enantiotopic face) と呼ぶ。ジアステレオマーの関係にあるときは、ジアステレオトピック面 (diastereotopic face) と呼ぶ。エナンチオトピック性 (enantiotopicity) とジアステレオトピック性 (diastereotopicity) を合わせて、ヘテロトピック性 (heterotopicity) と呼ぶ。逆に、ある反応面に対して裏表のどちらに反応種を付加させても同じ化合物が得られる場合、その面をホモトピック面 (homotopic face) と呼ぶ。

## 四面体型炭素のプロキラリティー
ある sp3型炭素上の 4個の置換基が、CX2YZ というように、2つの同じ置換基 X と、異なる 2つの置換基 Y、Z からなる場合、その炭素は光学活性中心ではない。しかし、X が新しい別の置換基 W に置き換われば CWXYZ の形となり光学活性中心となる。このときの中心炭素も、プロキラル中心である、という。

CX2YZ 上にある 2個の X について、それらを区別する表記法がある。以下に概略を述べる。
1. 各置換基について CIP則を適用し、優先順位を決める。そのとき、2個の X のうちどちらかの優先順位を、もう一個よりも高いものと仮定する。Y、Z との優先順位の関係は変えない。
2. 仮の優先順位に基づき、RS表記法にしたがって中心炭素のキラリティが R か S かを決める。
3. R体だった場合は、そのときに優先させた X を pro-R と、S体だった場合はpro-S と称する。

### ヘテロトピック性
CX2YZ と表される炭素上において、どちらかの X を新しい置換基で置き換えて生成する 2種類の化合物がエナンチオマーの関係にあるとき、その 2個の X は エナンチオトピックな関係にあると言う。ジアステレオマーの関係にあるときは、ジアステレオトピック な関係にあると言う。ジアステレオトピックな関係にある原子の核は、NMR スペクトル上で区別されて観測される場合がある。